# William Edward Boeing

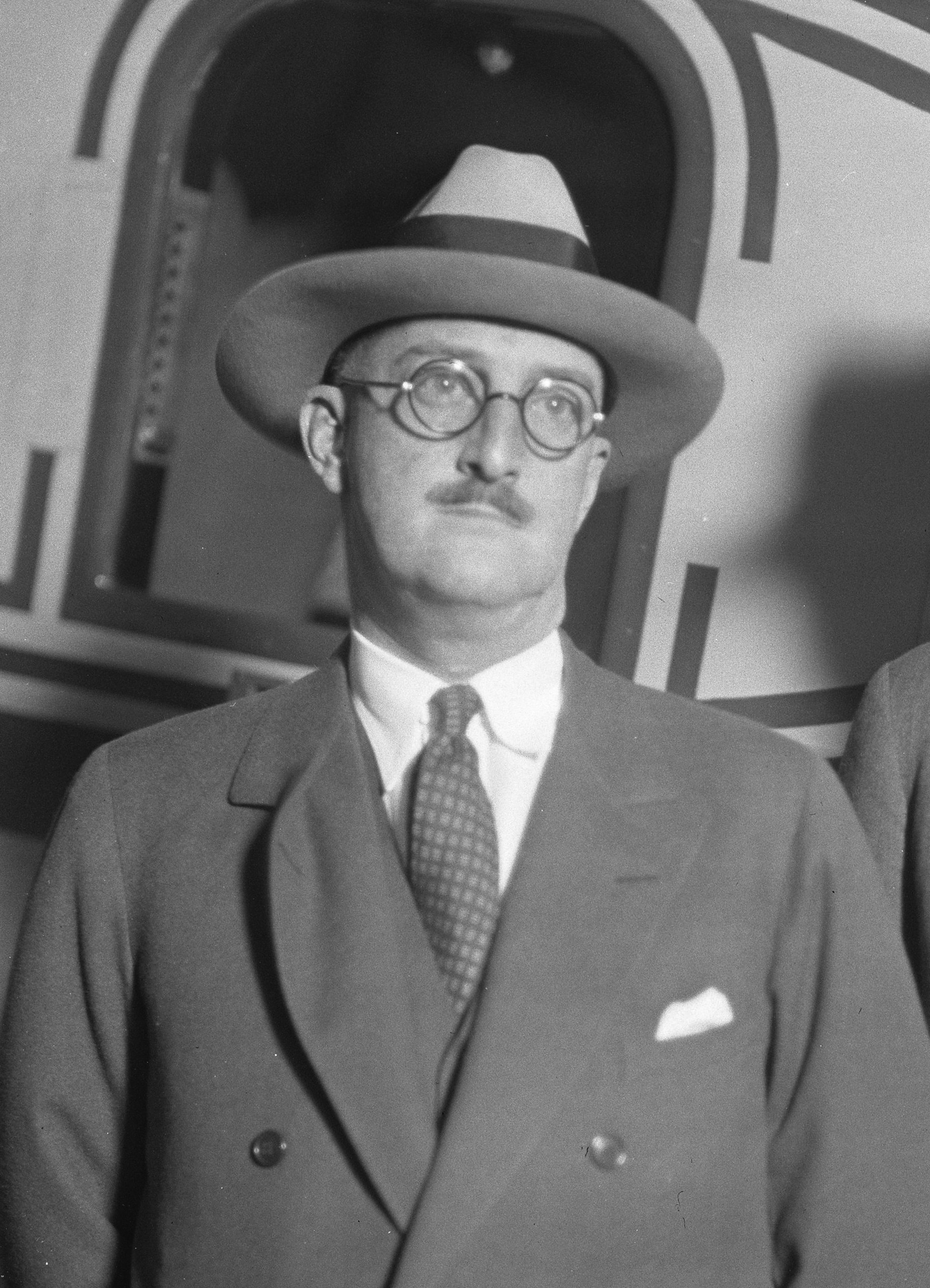
William Edward Boeing, 1929

William Edward Boeing, geboren als Wilhelm Eduard Böing (* 1. Oktober 1881 in Detroit; † 28. September 1956 auf dem Puget Sound), war ein US-amerikanischer Flugzeugkonstrukteur und Begründer der Boeing-Flugzeugwerke.

## Familie
Er war der Sohn des deutschen Bergbau-Ingenieurs Wilhelm Böing (1846–1890) und der ebenfalls deutschstämmigen Marie Ortmann. Sein Vater hatte im Jahr 1868 als 22-Jähriger seine Heimatstadt Limburg an der Lenne (heute der Hagener Stadtteil Hohenlimburg) im Ruhrgebiet verlassen und war in Detroit mit Bauholzhandel zu beträchtlichem Reichtum gekommen.

## Leben

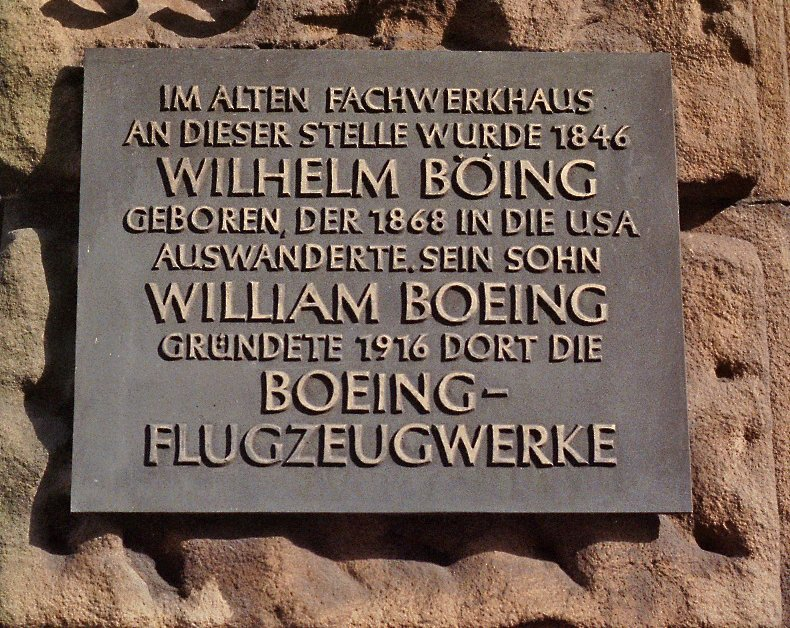
Gedenktafel für William Edward Boeing und seinen Vater Wilhelm Böing in Hagen-Hohenlimburg

### Herkunft/Jugend
William Boeing jun. musste im Alter von neun Jahren den frühen Tod seines Vaters an Influenza miterleben. Der Vater wurde nur 44 Jahre alt; sein Sohn verehrte ihn zeitlebens. Als William 13 Jahre alt war, veranlasste seine Mutter, dass er seine weitere Schulbildung in einem Schweizer Internat erhalten solle.

### Rückkehr in die USA
Im Jahr 1900 kehrte er in die USA zurück, änderte seinen Namen von Wilhelm Eduard Böing in William Edward Boeing und nahm ein Studium an der Universität Yale auf. Bereits 1903 beendete er seine Studien ohne Abschluss, um zunächst in den Holzverarbeitungsbetrieb seines Vaters einzutreten. Hier erwarb er Kenntnisse über Holzstrukturen, die ihm später im Flugzeugbau sehr nützlich waren.
Als Chef der Greenwood Logging Company, die mit Bootsentwürfen experimentierte, reiste er nach Seattle, wo er bei der Alaska-Yukon-Pacific-Messe von 1909 zum ersten Mal in seinem Leben ein bemanntes Flugzeug sah. Von nun an ließ ihn die Faszination Fliegen und Flugzeuge nicht mehr los.

### Beginn des Flugzeugbaus
1915 begann Boeing in Seattle (Bundesstaat Washington) zusammen mit seinem Kollegen George Conrad Westervelt die Arbeit an einem ersten Flugzeug, dem B & W Seaplane, einem Wasserflugzeug aus Holz, Leinen und Draht. Als Westervelt die Mitarbeit an dem Projekt aufgab, stellte Boeing die ersten beiden B&Ws ohne seine Hilfe fertig. Den Erstflug mit der ersten Bluebill genannten Maschine führte William Boeing selbst am 15. Juni 1916 durch. Im Juli 1916 gründete er die Pacific Aero Products Company, die er 1917 in Boeing Airplane Company umbenannte. Nachdem die USA 1917 in den Ersten Weltkrieg eingetreten waren, vergab eine Navy-Kommission in Florida einen Auftrag über die Lieferung von 50 Flugzeugen zu Trainingszwecken. Diesen erhielt Boeing; er konnte sein Unternehmen daraufhin merklich erweitern. Nach Kriegsende verringerte sich durch das Überangebot gebrauchter ehemaliger Militärmaschinen die Nachfrage nach neuen Flugzeugen beträchtlich; William Boeing musste das Unternehmen wieder verkleinern und konzentrierte sich auf Passagier-, Fracht- und Postflüge.
Während der Zeit der US-amerikanischen Prohibition widmete er sich unter anderem dem Bau von Schnellbooten, die mit Flugzeugmotoren ausgestattet waren und wohl zum Alkoholschmuggel zwischen Kanada und den USA eingesetzt wurden. Am 3. März 1919 transportierte William E. Boeing zusammen mit seinem Partner Conrad Westervelt die erste Luftpost zwischen den USA und Kanada. Er erhielt mit seinem Flugzeug Boeing Model 40A eine staatliche Konzession für Postflüge auf der Columbia-Route von San Francisco nach Chicago.
Boeing heiratete 1921 Bertha Potter (geschiedene Paschall, 1891–1977), die zwei Söhne mit in die Ehe brachte. Bertha und William bekamen einen gemeinsamen Sohn, William E. Boeing Jr. (1922–2015).
Im Jahr 1927 gründete Boeing seine eigene Fluggesellschaft, Boeing Air Transport, für die er weitere Regional-Airlines und Postfluggesellschaften, bspw. die 1926 gegründete Varney Air Lines, aufkaufte. Im Jahr 1928 wurden die Fluggesellschaft und die Sparte der Flugzeugherstellung in der Boeing Airplane and Transport Corporation vereinigt. 1929 gründete Boeing nach der Fusion der Boeing Airplane and Transport Corporation mit dem Triebwerkhersteller Pratt & Whitney und anderen Flugzeugherstellern schließlich die United Aircraft and Transport Corporation. 1931 vereinigten sich zudem Boeing Air Transport und die aufgekauften Fluggesellschaften zu United Air Lines, unter deren Namen Passagier- und Postflüge angeboten wurden.
Nach dem Luftpost-Skandal von 1934 musste Boeing die United Aircraft and Transport Corporation wegen des Vorwurfs der Monopolbildung aufteilen. Es entstanden daraus die separaten Firmen Boeing Airplane Company, United Aircraft Company (seit 1975 United Technologies Corporation) und United Air Lines. Boeing sah seine Reputation als ehrbarer Kaufmann durch das Anklageverfahren beschädigt, zog sich daraufhin verbittert vom Flugzeugbau zurück und widmete sich bis 1954 wieder dem Holzgeschäft, wenngleich er während des Zweiten Weltkriegs als Berater in sein altes Unternehmen zurückkehrte und bis zu seinem Tod bei bedeutsamen offiziellen Anlässen, wie beispielsweise Flugzeugtaufen, mit seiner Frau als geladener Gast von Boeing erschien. Daneben wandte er sich ab 1937 auch der Pferdezucht und Immobiliengeschäften zu.
Er starb am 28. September 1956 bei einer Fahrt auf dem Puget Sound an Bord seines 1931 für Bertha gebauten Schiffes Taconite an einem Herzinfarkt.

### Boeings Firmen heute
Die drei aus den Gründungen Boeings hervorgegangenen Firmen entwickelten sich mit zu den bedeutendsten Unternehmen der Luftfahrtindustrie:
- Boeing Airplane Company ist heute der größte Hersteller von Flugzeugen in den USA und neben Airbus einer der beiden bedeutendsten Flugzeughersteller weltweit.
- United Airlines galt bis 2014 gemessen an den Passagierkilometern als die größte Fluggesellschaft der Welt.

Die aus der United Aircraft Company hervorgegangene United Technologies Corporation war ein multinationaler Hochtechnologie-Konzern mit fast 200.000 Mitarbeitern und einem Jahresumsatz von mehr als 58 Mrd. Dollar im Jahr 2011, bevor sie 2020 mit Raytheon zu Raytheon Technologies fusionierte.

## Ehrungen
William Edward Boeing wurde 1966 in die National Aviation Hall of Fame aufgenommen.